# Paid tha Cost to Be da Boss
Paid tha Cost to Be da Boss (стилізований як Paid tha Cost to Be da Bo$$) — шостий студійний альбом американського репера Snoop Dogg, випущений 26 листопада 2002 року його лейблом Doggy Style разом із Priority та Capitol Records. Це перший альбом Снупа після його відходу з No Limit Records.

## Про альбом
Цей альбом ознаменував початок довготривалої співпраці Snoop з Pharrell і The Neptunes. Головний сингл альбому «From tha Chuuuch to da Palace», спродюсований The Neptunes і за участю Фаррелла, був випущений 15 жовтня 2002 року.
Другий сингл альбому «Beautiful» за участю Фаррелла та Чарлі Вілсона, також спродюсований The Neptunes, був випущений 28 січня 2003 року. Музичне відео на «Beautiful» було зняте у Бразилії, що допомогло синглу стати хітом у чартах Billboard. Згодом Фаррелл сказав, що не думав, що пісня стане хітом. «[Снуп] дуже любив „Beautiful“. Мені не сприймався „Beautiful“, головним чином тому, що я співав там, як чорт, і я просто не чув його. Я думав, що це був веселий запис. А потім ми поставили Чарлі Вілсона на ньому, і я був схожий на чоловіка Чарлі, який звучить чудово на цьому, і це мені подобається, але ніхто ніколи не піде на це».

## Комерційний успіх
Paid tha Cost to Be da Boss дебютував під номером 12 у Billboard 200, продавши 174 000 копій за перший тиждень. Станом на листопад 2004 року було продано 1 210 000 копій у Сполучених Штатах.

## Критика
- Rolling Stone — оцінка 3 з 5.
- Spin — оцінка 8 з 10.
- Entertainment Weekly — Рейтинг: A-
- Uncut — оцінка 3 з 5.
- Vibe — оцінка 3.5 з 5.

## Проблеми після випуску
24 березня 2003 року чоловік подав позов проти Снуп Догга, який стверджував, що його життя було під загрозою після того, як репер включив 50-секундне телефонне повідомлення з голосом позивача в останньому треку альбому «Pimp Slapp'd», дисс-треку, спрямованому на тодішнього генерального директора Death Row Records Шуга Найта. Чоловік, названий лише Джоном Доу з міркувань безпеки, залишив голосове повідомлення для Снуп Догга в жовтні 2002 року, не знаючи про намір Снупа включити його в альбом. Джон Доу, якого на автовідповідачі було ідентифіковано як «Джим Боб», наполягав на тому, щоб альбом було відкликано та скасовано для розповсюдження в його поточному вигляді, і заявив у судових документах, що йому кілька разів усно погрожували і він боявся за себе та свою матір через близькість до Шуга Найта, оскільки вони з на той час обоє проживали в Комптоні, Каліфорнія.
3 лютого 2004 року позов було відхилено за привласнення голосу та умисне заподіяння емоційного стресу відповідно до рішення про те, що конфіденційність не може бути збережена під час голосового повідомлення.

## Список композицій
| #     | Назва                                                                    | Автор | Продюсер(и)                       | Тривалість |
| ----- | ------------------------------------------------------------------------ | --- | --------------------------------- | ---------- |
| 1.    | «Don Doggy»                                                              | |                                   | 0:42       |
| 2.    | «Da Bo$$ Would Like to See You»                                          | Calvin Broadus, Jr. Eric Brooks Nickolas Ashford Valerie Simpson | E-Swift                           | 1:59       |
| 3.    | «Stoplight»                                                              | Broadus, Jr. David Drew George Worrell, Jr. William Collins George Clinton, Jr. | Jelly Roll                        | 4:26       |
| 4.    | «From tha Chuuuch to da Palace» (за участю Pharrell)                     | Broadus, Jr. Pharrell Williams Chad Hugo Robert Kelly | The Neptunes                      | 4:40       |
| 5.    | «I Believe in You» (за участю LaToiya Williams)                          | Broadus, Jr. LaToiya Williams Tony Cottrell | Hi-Tek                            | 4:34       |
| 6.    | «Lollipop» (за участю Jay-Z, Nate Dogg та Soopafly)                      | Broadus, Jr. Shawn Carter Nathaniel Hale Priest Brooks Justin Smith | Just Blaze                        | 3:48       |
| 7.    | «Ballin'» (за участю The Dramatics та Lil' ½ Dead)                       | Broadus, Jr. Larry Reynolds Ron Banks Tony Hester Donald "Lil' ½ Dead" Smith Kevin Gilliam | DJ Battlecat                      | 5:19       |
| 8.    | «Beautiful» (за участю Pharrell та Charlie Wilson)                       | Broadus, Jr. Williams Charlie Wilson Hugo | The Neptunes                      | 4:58       |
| 9.    | «Paper'd Up» (за участю Kokane та Traci Nelson)                          | Broadus, Jr. Jerry Long, Jr. Traci Nelson Farid Nassar Dennis Lambert Duane Hitchings Eric Barrier Franne Golde William Griffin, Jr. | Fredwreck                         | 3:49       |
| 10.   | «Wasn't Your Fault»                                                      | Broadus, Jr. Lenton Hutton James Harris III Terry Lewis | L.T. Hutton                       | 4:30       |
| 11.   | «Bo$$ Playa»                                                             | Broadus, Jr. Nassar Clarence Satche Donald Campbell Tyrone Crum Keith Harrison Ralph Aikens Robert Neal, Jr. Roger Parker Shy Felder | Fredwreck                         | 5:53       |
| 12.   | «Hourglass» (за участю Kokane та Goldie Loc)                             | Broadus, Jr. Long, Jr. Keiwan Spillman Drew Gregory Johnson Larry Blackmon | Jelly Roll                        | 4:20       |
| 13.   | «The One and Only»                                                       | Broadus, Jr. Christopher Martin Clinton, Jr. Alvin Joiner Andre Young Brian Bailey Charles Glenn David Axelrod David Spradley Eric Sadler François de Roubaix Garry Shider Keith Boxley Leo Graham Lorenzo Patterson Melvin Bradford O'Shea Jackson Tracy Marrow | DJ Premier                        | 3:49       |
| 14.   | «I Miss That Bitch» (за участю E-White)                                  | Broadus, Jr. Eric White Cottrell Jerry Butler Marvin Yancy | Hi-Tek                            | 3:12       |
| 15.   | «From Long Beach 2 Brick City» (за участю Redman, Nate Dogg та Warren G) | Broadus, Jr. Reggie Noble Hale Warren Griffin III Nassar Harry Wayne Casey Tom Browne Adrian Sear | Fredwreck                         | 3:43       |
| 16.   | «Suited n Booted»                                                        | Broadus, Jr. Keith Clark Cecil Womack, Jr. Mallia Franklin | Keith Clizark Meech Wells (спів.) | 3:16       |
| 17.   | «You Got What I Want» (за участю Goldie Loc, Ludacris та Charlie Wilson) | Broadus, Jr. Spillman Christopher Bridges Wilson Drew | Jelly Roll                        | 3:36       |
| 18.   | «Batman & Robin» (за участю The Lady of Rage та RBX)                     | Broadus, Jr. Robin Allen Eric Collins Martin Neal Hefti | DJ Premier                        | 5:02       |
| 19.   | «A Message 2 Fat Cuzz»                                                   | |                                   | 1:40       |
| 20.   | «Pimp Slapp'd»                                                           | Broadus, Jr. Josef Leimberg Bernard Edwards Nile Rodgers Worrell, Jr. Collins Clinton, Jr. David Blake Norman Durham | Leimberg                          | 5:42       |
| 78:58 |                                                                          | |                                   |            |

| Бонус-трек у французькій версії | Бонус-трек у французькій версії                | Бонус-трек у французькій версії           | Бонус-трек у французькій версії | Бонус-трек у французькій версії |
| #                               | Назва                                          | Автор                                     | Продюсер(и)                     | Тривалість                      |
| ------------------------------- | ---------------------------------------------- | ----------------------------------------- | ------------------------------- | ------------------------------- |
| 21.                             | «Mission Cleopatra» (за участю Jamel Debbouze) | Broadus, Jr. Jamel Debbouze Delmar Arnaud | Daz Dillinger                   | 3:51                            |

## Чарти
| Чарт (2002—2003)                                     | Пікова позиція |
| ---------------------------------------------------- | -------------- |
| Australian Albums (ARIA)                             | 55             |
| Australian Urban Albums (ARIA)                       | 11             |
| Бельгія Belgian Albums (Ultratop Flanders)           | 48             |
| Canadian Albums (Nielsen SoundScan)                  | 34             |
| Canadian R&B Albums (Nielsen SoundScan)              | 8              |
| Данія Danish Albums (Hitlisten)                      | 27             |
| Нідерланди Dutch Albums (MegaCharts)                 | 50             |
| Франція French Albums (SNEP)                         | 17             |
| Німеччина German Albums (Media Control)              | 46             |
| Нова Зеландія New Zealand Albums (Recorded Music NZ) | 27             |
| Швейцарія Swiss Albums (Schweizer Hitparade)         | 48             |
| UK Albums (Official Charts Company)                  | 64             |
| UK R&B Albums (Official Charts Company)              | 14             |
| США Billboard 200                                    | 12             |
| США Top R&B/Hip-Hop Albums (Billboard)               | 3              |

| Чарт (2002)                             | Позиція |
| --------------------------------------- | ------- |
| Canadian R&B Albums (Nielsen SoundScan) | 46      |
| Canadian Rap Albums (Nielsen SoundScan) | 23      |

| Чарт (2003)                           | Позиція |
| ------------------------------------- | ------- |
| US Billboard 200                      | 60      |
| US Top R&B/Hip-Hop Albums (Billboard) | 20      |

## Сертифікації
| Регіон                                                                                          | Сертифікація | Продажі   |
| ----------------------------------------------------------------------------------------------- | ------------ | --------- |
| Канада (Music Canada)                                                                           | Золотий      | 50 000^   |
| Франція (SNEP)                                                                                  | Золотий      | 100 000*  |
| Велика Британія (BPI)                                                                           | Золотий      | 100 000^  |
| США (RIAA)                                                                                      | Платиновий   | 1,210,000 |
| *продажі, що базуються лише на сертифікаціях ^відвантаження, що базуються лише на сертифікаціях |              |           |